# WorldWideWeb
WorldWideWeb (згодом перейменований на Nexus, щоб уникнути плутанини між програмним забезпеченням та Всесвітньою павутиною) — перший вебоглядач та редактор вебсторінок. Його було закрито 1994 року. На момент написання він був єдиним існуючим веббраузером, а також першим редактором HTML WYSIWYG.
Вихідний код був випущений в суспільне надбання 30 квітня 1993 року. Дещо з коду все ще перебуває на Тім Бернерс-Лі "s NeXT Computer в ЦЕРН музеї і не була повернута з-за стану комп'ютера як історичний артефакт. Щоб збігтися з 20-річчям дослідницького центру, який надав Інтернету світові, у 2013 році в ЦЕРНі розпочався проєкт із збереження цього оригінального апаратного та програмного забезпечення, пов'язаного з народженням Інтернету.

## Історія
Тім Бернерс-Лі написав те, що стане відомим як WorldWideWeb на комп'ютері NeXT у другій половині 1990 року, працюючи в CERN, європейському агентстві з ядерних досліджень. Перша успішна побудова була завершена до 25 грудня 1990 року, після двох місяців розробки. Браузер був оголошений на телеконференції і стали доступні для широкого загалу в серпні 1991 року До цього часу, кілька інших, в тому числі Бернд Pollermann, Роберт Кайо, Жан-Франсуа Грофф, і гостюючий студент Нікола Пело — який згодом написав Line Mode Browser — брали участь у проєкті.
Бернерс-Лі запропонував різні назви для своєї нової програми: «Шахта інформації» та «Інформаційна сітка» — це пропозиції. В кінці було обрано WorldWideWeb але згодом перейменовано на Nexus, щоб уникнути плутанини між Всесвітньою павутиною та веббраузером.
Команда створила так звані «пасивні браузери», які не мають можливості редагувати, оскільки було важко перенести цю функцію із системи NeXT на інші операційні системи. Портування до X Window System (X) було неможливим, оскільки ніхто з команди не мав досвіду роботи з X.
Пізніше Бернерс-Лі та Грофф адаптували багато компонентів WorldWideWeb у версію мови програмування С, створивши API libwww.
З'явилося ряд ранніх браузерів, зокрема ViolaWWW. Всі вони були затьмарені Мозаїкою з точки зору популярності, яка до 1993 року замінила програму WorldWideWeb. Ті, хто брав участь у його створенні, перейшли до інших завдань, таких як визначення стандартів та керівних принципів для подальшого розвитку Всесвітньої павутини (наприклад, HTML, різні комунікаційні протоколи).
30 квітня 1993 року дирекція ЦЕРН опублікувала вихідний код WorldWideWeb у загальнодоступне надбання. Декілька версій програмного забезпечення все ще доступні в Інтернеті в різних штатах. Бернерс-Лі спочатку розглядав можливість випустити його за загальною публічною ліцензією GNU, але, почувши чутки про те, що компанії можуть відмовлятися від цієї концепції у разі виникнення будь-яких питань ліцензування, він врешті-решт вирішив опублікувати її у відкритому доступі.